# Fabian Almazan
Fabian Almazan (Havana, 16 april 1984) is een Cubaans/Amerikaanse jazzpianist en filmcomponist.

## Biografie
Almazan, die voor het eerst opgroeide in Cuba, volgde daarna klassieke pianolessen bij Conchita Betancourt in Miami, waar hij van 1998 tot 2002 naar de New World School of the Arts ging als middelbare school. In 2003 ontving hij een beurs van het Brubeck Institute in Californië, waar hij studeerde bij Mark Levine en speelde bij Dave Brubeck en Christian McBride. Hij studeerde vervolgens in New York aan de Manhattan School of Music bij Kenny Barron (Master 2009), had privélessen bij Jason Moran en speelde in de band van Terence Blanchard, op wiens aanbeveling hij studeerde aan het Composers Lab van het Sundance Institute. Vervolgens componeerde hij verschillende filmmuziek. Hij werkt ook als muzikant (onder meer in de George Lucas-film Red Tails) en heeft gewerkt aan opnamen van Terence Blanchard (Choices, 2009) en bassiste Linda Oh (Initial Here, 2012). Met zijn trio en een strijkkwartet trad hij in 2011 op in het New Yorkse Village Vanguard. Almazan nam in 2011 zijn debuutalbum Personalities (Palmetto Records) op, dat zijn eigen kamermuziekcomposities verzamelt, met Linda Oh en drummer Henry Cole. Het vervolgalbum Rhizome verscheen in 2014 als de eerste gezamenlijke productie van Blue Note Records en ArtistShare. In 2015 heeft Almazan de SWR New Jazz Meeting samengesteld. Daar werd het album Realm of Possibilities gemaakt met Anna Webber, Chris Dingman, Ryan Feirrera, Linda Oh en Henry Cole.

## Discografie
- 2019: This Land Abounds with Life met Linda May Han Oh, Henry Cole

## Filmografie
- 2011: The Recorder Exam (regie: Bora Kim)
- 2011: Exit (regie: Daniel Shea Zimbler)
- 2011: First Match (regie: Olivia Newman)

- Bibliothèque nationale de France: cb16172148c (data)
- Gemeinsame Normdatei: 1243177616
- International Standard Name Identifier: 0000 0003 8322 2452
- Library of Congress Control Number: n2010195162
- MusicBrainz: 070f64cf-e1a7-4269-9030-b58913c00789
- Système universitaire de documentation: 244089108
- Virtual International Authority File: 268675542